# En Vandring i Kongens København
En Vandring i Kongens København er en dansk dokumentarfilm fra anslået 1940, der er instrueret af Axel Ørsted.

## Handling
Filmen tager seerne med til en række københavnske steder og seværdigheder. Fra ankomst på Hovedbanegården, forbi Lurblæserne, Nyboders gule huse, Marmorkirken, Gutenberghus (nu Egmont), Rosenborg, Regensen, Gammeltorv med Caritasbrønden, Nytorv med det gamle rådhus (nu Københavns Byret), Amagertorv og Fisketorvet med de mange fiskekoner, Christiansborg set fra Frederiksholms Kanal, Børsen og Privatbanken, en knejsende Knippelsbro, Blomstertorvet, Botanisk Have med det rige fugleliv, Købmagergade med Rundetårn, Landbohøjskolen, Frederiksberg Have og diverse gader og stræder. Fra små, trange baggårde over byens mange tårne til mylderet på Rådhuspladsen.